# Athis amalthaea
Athis amalthaea is een vlinder uit de familie Castniidae. De wetenschappelijke naam van de soort is, als Castnia amalthaea, voor het eerst geldig gepubliceerd in 1890 door Herbert Druce.
De soort komt voor in het Neotropisch gebied.